# Seiji Oko
Seiji Oko (em japonês:  大古　誠司; Kawasaki, 15 de fevereiro de 1948) é um ex-jogador de voleibol do Japão que competiu nos Jogos Olímpicos de 1968, 1972 e 1976.
Em 1968, ele fez parte da equipe japonesa que conquistou a medalha de prata no torneio olímpico, no qual jogou em todas as nove partidas. Quatro anos depois, ele ganhou a medalha de ouro com o time japonês na competição olímpica de 1972, participando de todos os sete jogos. Fez a sua última participação em Olimpíadas em 1976, jogando em cinco confrontos e o Japão finalizou na quarta colocação. Em 2004, foi introduzido no Volleyball Hall of Fame em Holyoke, Massachusetts.